# Creation of the Gods II: Demon Force
Ne pas confondre avec La Création de Dieu (Something the Lord Made en version originale), téléfilm diffusé en 2004.
Série Creation of the Gods
Creation of the Gods I: Kingdom of Storms
(2023) Titre à venir
(2026)
Pour plus de détails, voir Fiche technique et Distribution.
Creation of the Gods II: Demon Force (litt. : « La Création des dieux II : la force du démon » ; chinois : 封神第二部：战火西岐 ; pinyin : Fēng shén dì èr bù: Zhàn huǒ Xī Qí, litt. : « L'investiture des dieux, seconde partie : la guerre à Xiqi ») est un film chinois réalisé par Wu Ershan, sorti en 2025.
Suite de Creation of the Gods I: Kingdom of Storms, il est le deuxième volet d'une trilogie cinématographique adaptée du roman L'Investiture des dieux (XVIe siècle) de Xu Zhonglin, qui constitue un classique de la littérature chinoise écrit pendant la dynastie Ming.
Après l'ascension du roi tyrannique Yin Shou de la dynastie Shang dans le premier volet, Demon Force dépeint la défense de la ville de Xiqi contre un siège de l'armée Shang. Le film a été présenté en avant-première le 29 janvier 2025, coïncidant avec le Nouvel An chinois, avec une sortie à grande échelle à partir du 31 janvier.

## Synopsis
Chine : Xe siècle avant l’ère chrétienne. Après les événements du premier film, la ville de Xiqi est attaquée par l'armée de la dynastie Shang. Jiang Ziya et Ji Fa, avec l'aide des Immortels de Kunlun (en), doivent rassembler des civils pour défendre Xiqi. 
Le corps de Yin Jiao (en), l'ancien prince héritier de la dynastie Shang, est amené dans les montagnes de Kunlun par Nezha et Yang Jian, selon les instructions de Jiang Ziya, afin d'être ressuscité par les grands Saints. Malgré les protestations selon lesquelles ressusciter les morts va à l'encontre de l'ordre naturel et aura de graves conséquences, Le Grand Saint décide néanmoins de ressusciter Yin Jiao. Au cours du processus de résurrection, il découvre que l'âme de Yin Jiao n'est pas en paix, mais remplie de haine envers son père, le roi Yin Shou, et d'un ardent désir de vengeance. Pour cette raison, l'âme de Yin Jiao absorbe le pouvoir du Grand Saint, qui perd une grande partie de sa puissance et s'en trouve affaibli.
Le roi Yin Shou, récemment ressuscité par l'esprit-renard mais sévèrement affaibli, accueille le Grand Précepteur (en) Wen Zhong (en) et ses armées à Zhaoge après dix longues années de guerre ; ses généraux incluent Deng Chanyu (en) et les Quatre Géants démoniaques. Alors qu'il salue le roi au palais, ce dernier demande à Wen Zhong de capturer Ji Fa et Jiang Ziya et de ramener le fengshen bang. Cependant, Wen Zhong refuse et demande à prendre sa retraite en raison des longues épreuves qu'il a traversées pour protéger sa dynastie. Deng Chanyu demande avec volonté à diriger cette mission pour honorer les souhaits de son défunt père, qui voulait qu'elle devienne une guerrière de renom, et reçoit une armure royale.
Yin Shou envoie un émissaire à Xiqi, ordonnant à Ji Fa de se suicider ou de subir une invasion totale de Xiqi, ce que Ji Fa refuse. Bien que ses troupes aient tendu des pièges aux troupes de Chanyu le long d'un pont et d'une gorge, elles ne font pas le poids et battent précipitamment en retraite ; Chanyu poursuit obstinément Ji Fa, ce qui amène ce dernier à les envoyer tous les deux en bas d'une falaise tout en échappant à la poursuite. Ji Fa parvient de justesse à échapper à Chanyu, retrouvant Jiang Ziya qu'il découvre capturé par les corbeaux de Shen Gongbao (en). Ji Fa avoue qu'il a ordonné l'évacuation totale de Xiqi, Jiang Ziya le convainc de continuer à se battre en tant que dernière résistance au pouvoir de Yin Shou.
Pendant ce temps, l'esprit-renard, sévèrement affaibli par ses efforts pour rétablir Yin Shou, est incapable de garder le corps de Daji frais plus longtemps. Tous les deux se mettent en quête d'un nouveau réceptacle pour l'esprit-renard, mais ils découvrent que celui-ci est incapable de quitter le corps de Daji, au grand dam de l'esprit.
Après le retour de Ji Fa et de Jiang Ziya à Xiqi, Jiang Ziya suggère de façon énigmatique que les forces de Ji Fa attaquent le campement de Chanyu pendant la nuit. Si les troupes de Ji Fa parviennent à tuer l'un des Géants démoniaques et à semer la panique dans le camp de Chanyu, elles sont incapables d'affronter le lendemain les Géants restants, qui utilisent leurs artefacts sacrés et leur magie pour prendre d'assaut la ville. Les Géants sont finalement maîtrisés grâce à l'intervention de Yin Jiao, qui a obtenu une puissante forme à trois têtes et six membres après avoir absorbé le pouvoir du Grand Saint, nourri par sa soif de vengeance. Ji Fa et Chanyu sont balayés par les attaques des Géants ; Ji Fa sauve Chanyu de la noyade et propose de se rendre dans l'espoir que les forces de Chanyu épargneront Xiqi et ses habitants. Pendant ce temps, Yin Shou contraint Wen Zhong à reprendre le commandement de ses forces.
Bien que Chanyu amène Ji Fa à Wen Zhong, ce dernier refuse les conditions de reddition de Ji Fa et ordonne une purge de Xiqi selon les ordres de Yin Shou. Dégoûté par la volonté de Wen Zhong de tuer des innocents, Chanyu aide Ji Fa à s'échapper de prison. Ils sont poursuivis par Wen Zhong, mais Yin Jiao retient Wen Zhong et leur permet de s'enfuir. Yin Jiao reproche à Wen Zhong sa loyauté sans faille envers son père et jure de tuer Wen Zhong si l'invasion se poursuit. Yin Jiao retrouve Ji Fa, et Chanyu est acceptée comme invitée à Xiqi pour avoir sauvé la vie de Ji Fa. Au même moment, Le Grand Maître du Ciel (en) accorde à Shen Gongbao une gourde magique emplie de Gu, que Shen Gongbao utilise pour tuer les forces restantes de Yin Shou et les ressusciter en tant que soldats morts-vivants totalement obéissants.
Grâce à un rituel, Wen Zhong plonge Xiqi dans l'obscurité et invoque une série de miroirs de bronze géants flottants qui projettent une lumière magique, incapacitant toute personne prise dans leurs rayons ; les forces de Chanyu, maintenant sous le commandement de Wen Zhong, sont protégées par un sigil accordé par une potion magique, ce qui leur permet de pénétrer dans la ville sans entrave pour tuer tous les habitants de Xiqi. Jiang Ziya reconnaît le sigil et, se souvenant avoir vu une marque similaire sur Chanyu, réalise que Wen Zhong est également après lui et le fengshen bang ; une scène révèle que Chanyu a négocié avec Wen Zhong pour lui apporter Jiang Ziya et le fengshen bang en échange d'épargner Xiqi. Jiang Ziya se laisse capturer par Chanyu, qui l'amène à l'autel rituel de Wen Zhong. Chanyu est furieuse que Wen Zhong ait poursuivi l'invasion et le massacre indiscriminé, mais Jiang Ziya lance un signal lumineux pour indiquer à Ji Fa l'emplacement de Wen Zhong. Ji Fa est-il à peine sorti de Xiqi que ses alliés tombent sous les lumières de Wen Zhong.
À l'autel, Ji Fa se prépare à poignarder Wen Zhong en plein dans son troisième œil, mais Wen Zhong se vante que l'heure de son rituel est presque achevée et que toute personne affectée par la lumière mourra à la fin de celui-là ; inversement, le tuer détruira également toutes les personnes protégées par son sigil, y compris Chanyu. Grièvement blessée après avoir combattu la monture qilin de Wen Zhong et sentant l'hésitation de Ji Fa, Chanyu aide Ji Fa à poignarder Wen Zhong pour briser le rituel. Tous les alliés de Ji Fa reprennent conscience, et les troupes de Wen Zhong se dissipent en particules de lumière ; Ji Fa, accablé de chagrin, se retrouve à bercer Chanyu, chantant pour elle alors qu'elle se désintègre à son tour.
Au milieu du générique, Yin Jiao retourne seul à Zhaoge pour tuer Yin Shou, mais il est arrêté par le Grand Maître du Ciel qui fait venir ses trois disciples Yunxiao (en), Qiongxiao (en) et Bixiao (en) ; Wen Zhong, vaincu, rencontre Shen Gongbao qui est venu chercher sa tête selon les ordres du roi, et ordonne à l'armée de soldats Gu de marcher sur Xiqi. Dans la scène post-générique, le Grand Maître du Ciel fait sortir d'un bassin de mercure un Yin Jiao ayant subi un lavage de cerveau et le présente à Yin Shou et Daji pour qu'ils en fassent leur marionnette.

## Fiche technique
Sauf indication contraire, les informations mentionnées dans cette section peuvent être confirmées par les bases de données cinématographiques IMDb et Allociné,  présentes dans la section « Liens externes ».
- Titre original : 封神第二部：战火西岐 (Fēng shén dì èr bù: Zhàn huǒ Xī Qí)
- Titre utilisé en France : Creation of the Gods II: Demon Force
- Réalisation : Wu Ershan
- Scénario : Wu Ershan, Ran Jianan et Ran Ping, d'après le roman L'Investiture des dieux de Xu Zhonglin et d'autres récits
- Musique : Gordy Haab (en), Tian Mi[1] et Yitong Chen
- Photographie : Wang Yu[1]
- Montage : Shuo Huang[1]
- Production : Bill Kong et Huang Bo[2]
- Société de production : Alibaba Pictures, Beijing Culture, Huaxia Film Distribution, Mongketengri Pictures, Jiangsu Film Group, Shanghai Skyeye Entertainment Co. et Putian Entertainment
- Société de distribution : Space Odyssey
- Budget : 865 millions de ¥ (120 millions de $)[3]
- Pays de production :  Chine
- Langue originale : mandarin
- Format : couleurs - 35 mm - 2,35:1 - Dolby Digital 5.1
- Genre : fantasy historique
- Durée : 144 minutes
- Dates de sortie :
  - Chine : 29 janvier 2025
  - Belgique : 31 janvier 2025
  - France : 19 février 2025

## Distribution
Sauf indication contraire, les informations mentionnées dans cette section peuvent être confirmées par la base de données cinématographiques IMDb,  présente dans la section « Liens externes ».
- Huang Bo : Jiang Ziya, un ex-immortel de Kunlun, gardien du fengshen bang (parchemin d'investiture des dieux)
- Yu Shi : Ji Fa, seigneur de Xiqi
- Nashi (zh) : Deng Chanyu, une femme général de l'armée Shang
- Chen Muchi (zh) : Yin Jiao, fils unique de Yin Shou
- Li Xuejian (en) : Ji Chang, le duc de l'Ouest, un feudataire des Shang, père de Ji Fa
- Kris Phillips (en) : roi Yin Shou, leader de la dynastie Shang
- Naran (Narana Erdyneeva) (zh) : Su Daji, la concubine de Yin Shou, possédée par un esprit-renard
- Xia Yu : Shen Gongbao, un alchimiste usant de magie noire
- Wu Hsing-Kuo (en) : Wen Zhong, le Grand Précepteur de l'armée Shang[4]
- Swanson Han : Lei Zhen Zi (en)
- Wun Yafan : Nezha, un disciple de Jiang Ziya
- Chen Kun : Yuan Shi Tian Zun
- Feng Shaofeng : Tai Yi Zhen Ren (en)
- Tim Huan
- Kuerban Alijang : Mo Li Shou, l'un des quatre géants
- Li Yunrui (en)
- Willington Liu : Tai Dian
- Senggerinchin : Mo Li Qing, l'un des quatre géants
- Sun Huangchen : Mo Li Hong, l'un des quatre géants
- Zhang Yilong : Mo Li Hai, l'un des quatre géants

## Production
Pendant la production, le sous-titre anglais du film est passé de « Demonic Confrontation » (affrontement démoniaque) à « Demon Force  » (la force du démon) à la suggestion de l'acteur taïwano-américain Fei Xiang (alias Kris Phillips). La bande-annonce est dévoilée en décembre 2024,.

### Développement
Wu Ershan a commencé à travailler sur le scénario de la trilogie Creation of the Gods en juin 2014, pendant la production de Mojin: The Lost Legend, qui, selon lui, lui a apporté une « expérience significative dans la réalisation de films soutenus commercialement et l'utilisation des technologies nécessaires à la création de superproductions visuellement lourdes ».
Creation of the Gods adapte le roman historique fantastique chinois du XVIe siècle siècle L'Investiture des dieux, qui raconte le renversement de la dynastie Shang (1600-1046 avant J.-C.) et la fondation de la dynastie Zhou (1046-256 avant J.-C.). Wu Ershan a consulté des anthropologues et des historiens au cours du processus de recherche, et a également inclus des parties d'autres mythes chinois et de textes classiques : le Wu Wang Fa Zhou Ping Hua — Histoire de la campagne du roi Wu contre le roi Zhou (武王伐纣平话) —, le Classique des documents et les Six Arcanes stratégiques.

### Tournage
Le tournage des trois parties de la trilogie a commencé en 2018 et a été réalisé  en simultané, s'étendant sur 18 mois et impliquant près de 10 000 membres d'équipe travaillant dans les départements techniques. Il y a plus de 2 000 plans d'effets spéciaux dans Demon Force qui couvrent des séquences de combat et diverses créatures mythologiques chinoises, y compris le qilin, une chimère à sabots ; le jiaolong (en), un dragon à écailles et l'hulijing, un esprit-renard métamorphe. L'inspiration visuelle des généraux démoniaques provient du rouleau de Wu Daozi intitulé Quatre-vingt-sept Dieux et Immortels — ou Quatre-vingt-sept Personnes divines — (八十七神仙卷) et le personnage de Deng Chanyu est basé sur la figure historique de Fu Hao, une femme général de la dynastie Shang.

### Effets visuels
Le premier film, Kingdom of Storms, est sorti en 2023. Demon Force et le troisième film, Creation Under Heaven, devaient sortir respectivement en 2024 et 2025, mais tous deux ont été retardés d'un an en raison de la complexité de leurs effets visuels.

### Musique
La musique du film est composée par Gordy Haab, revenu, après sa prestation sur le premier film, pour écrire la bande originale, en collaboration avec Tian Mi.

## Sortie

### En salle
Creation of the Gods II: Demon Force a bénéficié d'une sortie limitée en IMAX à partir du 29 janvier 2025 en Chine et en Amérique du Nord. Elle a été suivie par une sortie à grande échelle à partir du 31 janvier en Chine, en Amérique du Nord, en Australie, en France et en Italie,,.
Le film a un rapport de cadre de 2,39:1 dans les formats ordinaires, tandis que les projections IMAX ont un rapport d'aspect élargi de 1,90:1,.

### Accueil critique
Creation of the Gods II a reçu des critiques généralement positives. Écrivant pour RogerEbert.com, Simon Abrams lui a donné trois étoiles sur quatre, déclarant : « [Il est] rafraîchissant de voir une aventure fantastique brillante, avec des effets spéciaux, qui non seulement offre une richesse de scènes d'action et de séquences de combat, mais qui développe également ces scènes de manière à ce qu'elles soient toujours impressionnantes… Les superproductions en puissance semblent toujours trop grosses pour échouer, mais très peu réussissent à faire autant que celle-ci. ».
James Marsh du South China Morning Post lui a attribué quatre étoiles sur cinq, écrivant : « Bien qu'il faille admettre que la sensualité séduisante du premier film manque cruellement ici, Wu Ershan livre une nouvelle aventure fantastique trépidante, débordant de personnages aux traits vifs, de décors étincelants et d'effets visuels époustouflants […]. Un roman du XVIe siècle siècle a donné naissance à l'une des sagas cinématographiques chinoises les plus passionnantes de ces dernières années. ».
Dans FilmInk (en), Cain Noble-Davies a donné au film une note de huit sur dix, comparant son ampleur à la trilogie cinématographique du Seigneur des anneaux : « Les effets pratiques constituent l'essentiel de l'aspect visuel du film, qu'il s'agisse des décors densément peuplés, des gravures labyrinthiques des costumes ou de l'ampleur des scènes de guerre […]. [même si] il y a beaucoup de place pour des moments plus calmes et même des apartés humoristiques. Cela — et le ton philosophique sous-jacent du matériel source, avec le conflit principal servant essentiellement comme un duel de praxis à grande échelle entre le confucianisme et le taoïsme — concourt fort bien à empêcher que la présence des dieux, des démons, et des immortels mystiques ne soit cantonnée qu'à la surface. ».

## Box office
Le premier jour de sa sortie, Creation of the Gods II a rapporté 65,78 millions de dollars en Chine et 451 899 dollars aux États-Unis,. À la fin de son week-end d'ouverture, le film avait rapporté 123,72 millions de dollars en Chine et 1,29 million de dollars aux États-Unis, soit plus du double du box office de Creation of the Gods I sur la même période (53,7 millions de dollars),,.
Au 17 mars 2025, le film a rapporté 1,22 milliard de CN¥ (168,95 millions de US$) en Chine, talonnant deux autres films également sortis le jour du Nouvel An chinois : Ne Zha 2 (également basé sur des personnages de L'Investiture des dieux) et Detective Chinatown 1900 (en).